# Lygropia glaphyra
Lygropia glaphyra là một loài bướm đêm trong họ Crambidae.